# The Top
The Top è il quinto album in studio della band britannica The Cure, pubblicato il 30 aprile 1984.

## Descrizione
A seguito della "trilogia fantasy" che compone Japanese Whispers, questo è il primo album in studio dopo il quasi scioglimento successivo a Pornography. L'esperienza pop iniziata con Let's Go to Bed non è stata senza conseguenze e questo è il primo album della nuova vita della band, che si distaccherà sempre più nettamente dai toni gotici e funerei della triade di album precedenti che tanti fan aveva raccolto.
L'LP rappresenta una svolta stilistica non indifferente e un importante album di transizione: abbondano sperimentazioni sonore e ritmi inusitati, con canzoni che sfiorano il nonsense, come Bananafishbones (titolo tratto da un racconto di J.D. Salinger) e Give Me It. Quasi tutte le canzoni sono opera completa di Robert Smith, che qua suona praticamente ogni strumento, compresi quelli più strani utilizzati per ottenere suoni meno ortodossi (come all'inizio di The Caterpillar, in cui Robert "tortura" un violino), al punto da far considerare tra i fan questo album quasi alla stregua di un album solista. La lavorazione ha sicuramente risentito della pesante dipendenza dalle droghe che Robert stava sviluppando, esausto per la doppia vita tra i Cure e i Siouxsie and the Banshees: Chris Parry, il manager della band, ha costretto a un certo punto Robert a interrompere la collaborazione con i Banshees, altrimenti questo sforzo e questo stile di vita lo avrebbe portato verso situazioni molto gravi.
The Top segna il ritorno in formazione di Porl Thompson, dopo gli inizi negli Easy Cure, che rimarrà nella band per un decennio, diventandone un simbolo.
Robert Smith ha una volta detto: «Ogni band ha almeno un album brutto. Questo è il nostro»..

## Tracce
- Tutte le canzoni scritte da Smith, tranne ° scritte da Smith - Tolhurst.

1. Shake Dog Shake – 4:56
2. Bird Mad Girl ° – 4:05
3. Wailing Wall – 5:17
4. Give Me It – 3:43
5. Dressing Up – 2:52
6. The Caterpillar ° – 3:41
7. Piggy in the Mirror ° – 3:41
8. The Empty World – 2:36
9. Bananafishbones – 3:12
10. The Top – 6:51

## Formazione
- Robert Smith: voce, chitarra, tastiere, violino
- Phil Thornalley: basso
- Laurence Tolhurst: tastiere
- Andy Anderson: batteria, percussioni
- Porl Thompson: sassofono

## Singoli
- The Caterpillar (maggio 1984). B-sides: Happy the Man, Throw Your Foot

## Deluxe Edition 2006
L'8 agosto 2006 viene pubblicata la versione Deluxe del disco con un secondo cd, Rarities 1982-1984. Ecco di seguito la tracklist:
1. You Stayed... (RS Home demo 8/82) (previously unreleased song) (2:21)
2. Ariel (RS Home demo 8/82) (previously unreleased song) (2:58)
3. AHand Inside My Mouth (Des Dames Studio demo 8/83) (3:40)
4. Sadacic (Olympic Studio RS demo 12/83) (previously unreleased song) (4:17)
5. Shake Dog Shake (Garden /Eden Studios RS&AA demo 12/83) (4:56)
6. Piggy in the Mirror (Garden /Eden Studios RS&AA demo 12/83) (3:40)
7. Birdmad Girl (Garden /Eden Studios RS&AA demo 12/83) (3:36)
8. Give Me It (Garden /Eden Studios RS&AA demo 12/83) (3:43)
9. Throw Your Foot (Garden /Eden Studios RS&AA demo 12/83) (3:31)
10. Happy the Man (Garden /Eden Studios RS&AA demo 12/83) (2:46)
11. The Caterpillar (Garden /Eden Studios RS&AA demo 12/83) (4:17)
12. Dressing Up (Genetic Studio guide vocal/rough mix 2/84) (2:14)
13. Wailing Wall (Genetic Studio rough mix 2/84) (4:59)
14. The Empty World (Live bootleg - Hammersmith Odeon London 5/84) (2:47)
15. Bananafishbones (Live bootleg - Hammersmith Odeon London 5/84) (2:57)
16. The Top (Live bootleg - Hammersmith Odeon London 5/84) (7:13)
17. Forever (version) (Live bootleg - Zenith Paris 5/84) (previously available on 'Curiosity' cassette 1984) (4:58)

Durata: 64:00

## Classifiche
| Classifica (2021) | Posizione massima |
| ----------------- | ----------------- |
| Grecia            | 49                |